# Sado (eiland)
Sado (Japans: 佐渡島, Sado-ga-shima) is het op vijf na grootste eiland van Japan. Het behoort tot de prefectuur Niigata.
Sado ligt in de Japanse Zee, ten westen van het noordelijk deel van het hoofdeiland Honshu waarvan het wordt gescheiden door de 35 kilometer brede Straat van Sado.

De oppervlakte is 855 km², en het hoogste punt is de Kimpoku-berg (1180 meter).
Sado was ooit een zelfstandige provincie. Later werd het een verbanningsoord. Drie bekende personen die naar Sado werden verbannen, zijn: ex-keizer Juntoku (1197 - 1242), de boeddhistische priester Nichiren Daishonin (1222 - 1282) en de no-speler Zeami (1363 - 1443).
Van 1601 tot 1989 werd er goud en zilver gedolven. Sado was toen onder direct bestuur van de Tokugawa shoguns gebracht, en daklozen, later Koreaanse dwangarbeiders, werden naar het eiland gebracht en daar tewerkgesteld. Drie historische goudmijnen zijn in juli 2024 erkend als UNESCO werelderfgoed.
In het laagland wordt rijst verbouwd. Verder leeft men op Sado van visserij en toerisme. Er is een snelle verbinding van Niigata naar Sado, zowel per draagvleugelboot als per vliegtuig.
Tot 1981 broedde daar de Japanse kuifibis in het wild. Daarna werden de vogels gevangen en verder gefokt met ibissen in gevangenschap uit de dierentuin van Tokio. In 2008 startte een herintroductieprogramma op het eiland. In 2010 broedden er zes paren. Aanvankelijk bleven broedpogingen zonder succes tot in 2014 het eerste jong uit dit project vliegvlug werd.
Op Sado komt ook een endemische spitsmuis voor, Sorex shinto sadonis.